# Chiến tranh Hán – Triều Tiên
Chiến tranh Hán – Triều Tiên (tiếng Trung: 汉灭卫氏朝鲜之战; Hán – Việt: Hán diệt Vệ thị Triều Tiên chi chiến) là cuộc chiến tranh do Hán Vũ Đế phát động nhằm chinh phục chính quyền Vệ thị ở phía bắc bán đảo Triều Tiên. Cuộc chiến khởi nguồn từ việc vua nhà Hán triệu gọi Hữu Cừ vương và việc Triều Tiên tấn công Liêu Đông. Hán Vũ Đế ra lệnh cho quân tấn công Triều Tiên từ hai hướng, một hướng từ đường thủy và một hướng từ đường bộ. Khi chiến sự đang diễn ra, quan đại thần trong triều đình Triều Tiên bị chia rẽ; có người muốn hàng nhưng có người vẫn muốn chiến đấu tới cùng. Chiến tranh kết thúc với sự thắng lợi của quân đội nhà Hán và sự diệt vong của Cổ Triều Tiên. Hán Vũ Đế chia đất Triều Tiên thành bốn quận, mở ra giai đoạn Triều Tiên bị triều đại phong kiến Trung Quốc đô hộ lần thứ nhất.

## Bối cảnh
Thời Chiến Quốc, năm 300 TCN, Yên Chiêu Tương vương phái đại tướng Tần Khai bắc tiến đánh Đông Hồ, lại vượt sông Liêu tấn công Cơ Tử Triều Tiên, lấy Mãn Phan Hãn làm mốc, đặt ra các quận Thượng Cốc, Ngư Dương, Hữu Bắc Bình, Liêu Đông, Liêu Tây. Cơ Tử Triều Tiên từ đó không khôi phục lại được phồn vinh như trước. Năm 222 TCN, Tần vương Chính (tức Tần Thủy Hoàng) phái Vương Bí tấn công Liêu Đông, tiêu diệt nước Yên. Vùng đất phía cực đông của nước Yên từ đó bị bỏ ngỏ.
Năm 195 TCN, Yên vương Lư Quán phản Hán thất bại, trốn sang Hung Nô. Thuộc tướng của nước Yên là Vệ Mãn tập hợp được hơn ngàn người, mặc đồ của người Di chạy về phía đông. Đoàn người Vệ Mãn tiến vào bán đảo Triều Tiên, chiếm đóng các thành cũ của Yên, Tần. Vệ Mãn được dân Yên, Tề lưu vong ủng hộ, ban đầu đối với Cơ Tử Triều Tiên xưng thần, sau đó tiêu diệt Cơ Tử Triều Tiên, tự lập làm vua, đóng đô ở Vương Hiểm. Để ổn định đất nước, Vệ Mãn ước định với thái thú Liêu Đông của nhà Hán, đối nhà Hán xưng thần, lấy sông Phối làm mốc.
Đến thời Hán Vũ Đế (141 TCN – 87 TCN), nhà Hán thi hành chính sách ngoại giao hiếu chiến, nhiều lần phát động chiến tranh tiêu diệt Hung Nô, Nam Việt, Dạ Lang. Bản thân vua Triều Tiên khi đó là Vệ Hữu Cừ lại tiếp nhận đại lượng người Hán lưu vong. Năm 109 TCN, lấy cớ Triều Tiên ngăn cản không cho các bộ tộc phía nam bán đảo Triều Tiên như Chân Phiên (진번; Jinbeon), Thìn (진; Jin) đến Hán triều cống, Hán Vũ Đế phái Thiệp Hà (涉何) làm sứ giả, ban chiếu triệu Hữu Cừ vào kinh triều kiến. Hữu Cừ không chấp nhận đề nghị đó. Trên đường trở về, Thiệp Hà giết hại hộ vệ Trường Hàng (長降; Wi Jang) hay Tì Vương Trường (裨王長), do Triều Tiên phái ra tháp tùng sứ đoàn. Hành động của Thiệp Hà được Hán Vũ Đế khen ngợi, phong Hà làm Liêu Đông đông bộ đô úy. Không lâu sau, quân Triều Tiên tấn công Liêu Đông, giết Thiệp Hà báo thù. Hán Vũ Đế vì thế giận dữ, cho chiêu mộ tội nhân, chuẩn bị cất quân tấn công.

## Diễn biến
Năm 109 TCN, Hán Vũ Đế chia quân hai đường tấn công Triều Tiên. Đạo thứ nhất do Lâu thuyền tướng quân, Tương Lương hầu Dương Bộc một tướng lĩnh có kinh nghiệm dẫn dắt thủy quân trong cuộc xâm lăng Nam Việt (111 TCN), dẫn thủy quân từ đất Tề (bán đảo Sơn Đông ngày nay) vượt vịnh Bột Hải. Đạo thứ hai do Tả tướng quân Tuân Trệ, vốn là thuộc cấp của Trường Bình hầu Vệ Thanh và có kinh nghiệm chiến đấu chống Hung Nô, dẫn 5 vạn quân quân từ Liêu Đông vượt sông Mã Tí để đi thẳng tới kinh đô Vương Hiểm.
Hữu Cừ vương dẫn quân trấn thủ các nơi hiểm yếu. Tuân Trệ trong mùa đông nhiều lần phát động tiến công nhưng đều thất bại. Quân đội tán loạn và rút về Liêu Đông. Dương Bộc sau đó dẫn thủy quân 7.000 người tập kích Vương Hiểm. Quân giữ thành phát hiện ra quân Hán ít nên chuyển sang phát động thế công. Quân Hán thua trận, Dương Bộc chạy vào trong núi ẩn nấp hơn 10 ngày mới dám ra thu thập tàn quân. Tuân Trệ dẫn quân tới phía tây Triều Tiên lần nữa, hòng vượt sông Mã Tí, nhưng vẫn không thành công.
Hán Vũ Đế biết tin và nhận thấy cường công không thể thắng. Ông liền sai Vệ Sơn (卫山) làm sứ giả đến khuyên Vệ Hữu Cừ đầu hàng. Hữu Cừ đáp ứng và dâng 5.000 con ngựa cùng thái tử sang Trường An làm con tin. Ông phái 10.000 người hộ tống và cung cấp lương thực cho quân Hán. Trên đường đi, tướng lĩnh nhà Hán cùng thái tử Triều Tiên xảy ra mâu thuẫn. Vệ Sơn cùng Tuân Trệ nghi ngờ đây là gian kế của Triều Tiên. Sau khi đoàn người đến sông Phối, họ yêu cầu tước vũ khí của đoàn hộ tống. Thái tử nổi giận, không chịu qua sông và bỏ về. Sau khi Vệ Sơn về đến kinh đô, Hán Vũ Đế biết chuyện vô cùng tức giận liền hạ lệnh giết Vệ Sơn.
Tuân Trệ phá được phòng tuyến sông Phối của Triều Tiên, hội quân với Dương Bộc ở thành Vương Hiểm. Tuân Trệ cho quân đóng giữ phía bắc thành. Dương Bộc cho quân đóng giữ phía nam. Hữu Cừ thủ vững thành trì liên tục mấy tháng. Trong lúc bao vây thành, Tuân Trệ và Dương Bộc nảy sinh mâu thuẫn. Các đại thần của Triều Tiên cho người bí mật liên lạc với Dương Bộc để xin hàng, nhưng Dương Bộc do dự và tiếp tục kéo dài chiến sự. Tuân Trệ cho người dụ hàng thì người Triều Tiên không chịu. Hán Vũ Đế phái thái thú Tế Nam Công Tôn Toại (公孫遂; Gongsun Sui) đến điều tra lý do chiến sự đình trệ. Công Tôn Toại cùng Tuân Trệ hợp mưu bắt giữ Dương Bộc nhằm thâu tóm quân đội. Hán Vũ Đế biết chuyện liền ra lệnh giết Toại nhưng tạm thời vẫn để Tuân Trệ thống nhất chỉ huy quân đội.
Tuân Trệ lần nữa tấn công Vương Hiểm. Các quan viên Triều Tiên gồm thừa tướng Lộ Nhân (노인; 路人; No In), tướng Hàn Đào (한도; 韓陶; Han Do), và tướng quân Vương Giáp (왕겹; 王唊; Wang Gyeop) đầu hàng. Năm 108 TCN, tướng trấn thủ Ni Khê (니계; 尼谿; Nigye) là Sâm (삼; 參; Sam) cử sát thủ sát hại Hữu Cừ vương để đem đầu tới hàng Hán. Tuy nhiên, đại thần Thành Tị (成己; Seong Gi) phát động nổi dậy, thu phục thành Vương Hiểm và tiếp tục chống trả quân Hán. Tuân Trệ sai con trai của Hữu Cừ là Vệ Trường Hàng (위장항; 衛長降; Wi Jang) cùng con trai của Lộ Nhân là Lộ Tối (노최; 路最; No Choe) dụ hàng dân chúng và sát hại Thành Tị. Năm 108 TCN, Vệ Mãn Triều Tiên hoàn toàn diệt vong.

## Kết quả

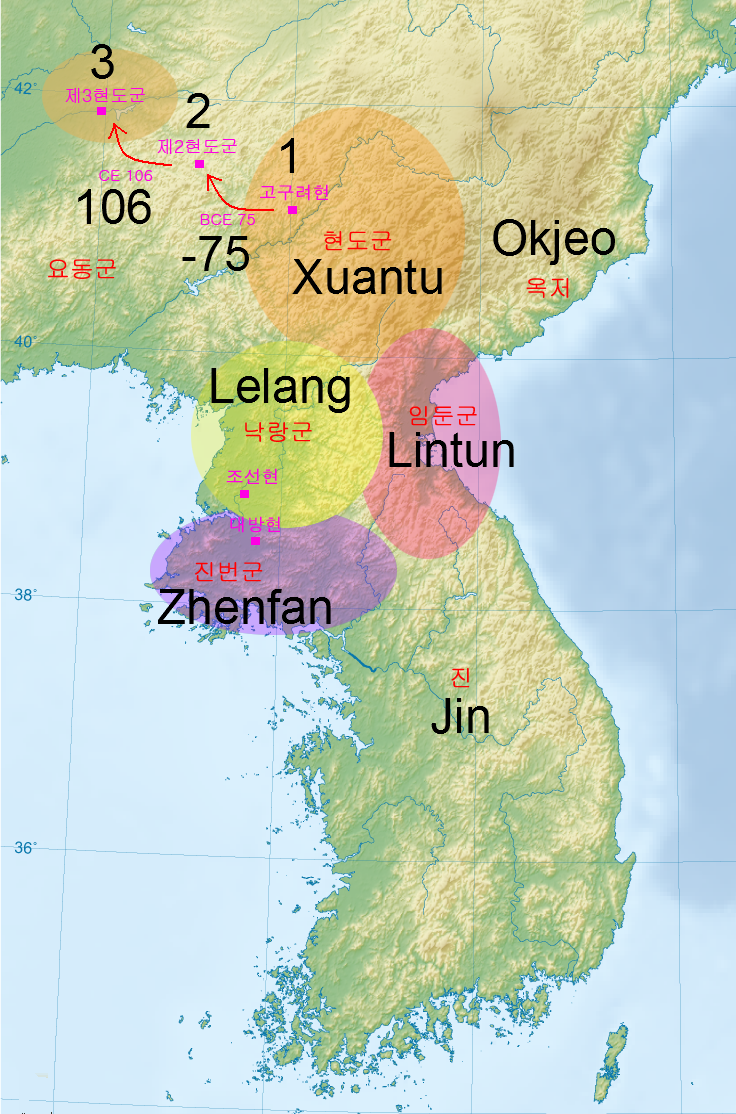
Bốn quận do nhà Hán thiết lập trên bán đảo Triều Tiên: Lạc Lãng (Lelang), Lâm Đồn (Lintun), Huyền Thố (Xuantu), Chân Phiên (Zhenfan). Phía đông bắc và phía nam là nơi cư trú của bộ lạc Ốc Trở (Okjeo) và Thìn (Jin).

Sau cuộc viễn chinh, nhà Hán hoàn toàn chinh phục Vệ Mãn Triều Tiên, chia lãnh thổ nước này thành bốn quận (Hán tứ quận), gồm: Lạc Lãng, Huyền Thố, Chân Phiên và Lâm Đồn, với trung tâm đặt ở Lạc Lãng (gần Bình Nhưỡng ngày nay). Khu vực bắc bán đảo Triều Tiên còn bị kiểm soát tới năm 313 sau Công nguyên, khi quận cuối cùng bị Cao Câu Ly xóa sổ.
Với sự sụp đổ của nhà nước Vệ Mãn Triều Tiên, lịch sử Triều Tiên chính thức chuyển sang thời đại Tiền Tam Quốc. Sự cai trị lỏng lẻo của nhà Hán cùng chế độ triều cống giúp các bộ lạc Tam Hàn (Samhan), Phù Dư (Buyeo), Ốc Trở (Okjeo), Đông Uế (Dongye),... tiếp tục tồn tại và phát triển lớn mạnh trong tương lai.
Sau cuộc chiến, Tả tướng quân Tuân Trệ bị giam giữ rồi bị xử tử do tự ý cầm tù tướng lĩnh. Lâu thuyền tướng quân Dương Bộc bị truy cứu trách nhiệm do nhiều lần thất bại, không quản lý được thuộc cấp, phán tử hình. Dương Bộc sau đó đóng tiền chuộc, bị xóa bỏ tước hầu, lột bỏ quan chức, giáng làm thứ dân và chết bệnh không lâu sau đó.
Các quý tộc, quan viên Triều Tiên ra hàng được ban thưởng. Sâm thụ phong tước Họa Thanh hầu (澅清侯), đất phong Họa Thanh thuộc quận Tề, gần sông Họa (澅水). Hàn Đào (hay Hàn Âm; 한음; 韓陰; Han Eum) thụ phong Địch Tư hầu (荻苴侯), đất phong thuộc quận Bột Hải. Vương Giáp thụ phong Bình Châu hầu (平州侯), thay cho quý tộc cũ nước Yên là Chiêu Thiệp Muội (昭涉昧) phạm tội trước đó (118 TCN), đất phong thuộc tỉnh Sơn Đông ngày nay. Vệ Trường Hàng thụ phong Kỷ hầu (幾侯), đất phong thuộc huyện Kỷ quận Hà Đông. Lộ Nhân chết không lâu sau khi đầu hàng, con trai Lộ Tối lập công, thụ phong Ôn Dương hầu (溫陽侯).
Năm 106 TCN, vương tử Trường Hàng mưu đồ phục quốc, nhưng bị triều đình nhà Hán phát hiện và xử tử. Năm 97 TCN, Sâm bị giam giữ và chết trong ngục do bị tố cáo là chứa chấp những quan viên Triều Tiên lưu vong. Lộ Tối chết năm 103 TCN. Hàn Âm chết năm 89 TCN. Vương Giáp không rõ năm mất. Đặc điểm chung của họ là không có người thừa kế, khiến phong quốc bị xóa bỏ.